# St. Patricks River (North Esk River)
Der St. Patricks River ist ein Fluss im Nordosten des australischen Bundesstaates Tasmanien.

## Geografie

### Flusslauf
Der etwas mehr als 68 Kilometer lange St. Patricks River entspringt an den Nordhängen der Ben Ridge, eines Gebirgszuges rund 20 Kilometer nördlich des Ben-Lomond-Nationalparks und etwa 33 Kilometer nordnordöstlich von Launceston. Von dort fließt er zunächst nach West-Nordwesten bis ungefähr drei Kilometer nördlich der Siedlung Targa. Dort unterquert er den Tasman Highway (A3) und wendet seinen Lauf nach Süd-Südwesten, entlang des Highways. Bei der Siedlung Nunamara unterquert er erneut den Highway und fließt südlich bis etwa sieben Kilometer östlich der Siedlung White Hills, wo er in den North Esk River mündet.

### Nebenflüsse mit Mündungshöhen
Er hat folgende Nebenflüsse:
- Camden Rivulet – 566 m
- Seven Time Creek – 401 m
- Barrow Creek – 384 m
- Coquet Creek – 373 m
- Patersonia Rivulet – 373 m